# Ransi
Ransi – wieś w Estonii, prowincji Valga, w gminie Hummuli.